# Рятівники (Доктор Хаус)
«Рятівники» (англ. Saviors)  — двадцять перша серія п'ятого сезону американського телесеріалу «Доктор Хаус». Прем'єра епізоду проходила на каналі FOX 13 квітня 2009. Доктор Хаус і його нова команда мають врятувати чоловіка, що дуже любив природу, яка його ледь не вбила.

## Сюжет
Під час мітингу за чисте екологічне середовище у мітингувальника Дага починається порушення рівноваги. Кемерон і Чейз мають їхати у відпустку, проте Кемерон хоче впевнитись, що Хаус не покине справу з мітингувальником, тому залишається. Хаус наказує провести бітермальний калоричний тест, проте він нічого не дає, а у пацієнта виникає блювання. Форман вважає, що постійні стреси викликали погіршення роботи серця, Хаус наказує провести дуплекс сонних артерій і холтер. Під час тесту Кемерон дізнається, що у пацієнта вже тиждень періодично виникає гикавка. Хаус думає, що у нього тромби і наказує зробити пункцію, але під час неї у Дага набрякає шия і починає хрустіти. Тринадцята вважає, що у чоловіка системна склеродермія, Хаус наказує почати лікування.
Згодом у пацієнта виникає сильний біль у лівій нозі. Хаус думає, що у нього остеомієліт, або інфекція і наказує почати лікування антибіотиками. На рентгені команда бачить зламане стегно. Хаус вважає, що у Дага рак і наказує провести хімієтерапію. Невдовзі Хаус дізнається, що Кемерон не поїхала у відпустку через те, що знайшла обручку. Вона поки не готова до весілля, а сказати про це Чейзу не може. Чейз поводить операцію, яка має підлатати зламану кістку і, за проханням Формана, робить біопсію, щоб підтвердити рак. Результат не виявляє раку, а після операції у Дага починається сильна кровотеча. Хаус все ще думає, що у пацієнта рак, але команда думає навпаки. Тауб пропонує ввести речовину, яка збільшить пухлини, якщо вони там взагалі є.
Через деякий час у Дага виникає зупинка серця і Хаус наказує повторити всі тести і поставити кардіостимулятор. Проте Хаус розуміє, що з пацієнтом. Даг розповідає, що три тижні тому купив для дружини троянди через їх сварку, а потім викинув їх. Хаус нарешті ставить діагноз — споротрихоз. Після сварки Чейз все ж освідчується Кемерон і вона погоджується. Хаус починає бачити колишню дівчину Вілсона Ембер.